# Goosetalks
Goosetalks – nagrany na żywo w poznańskim klubie Dragon album Petera Brötzmanna i Mikołaja Trzaski, wydany w 2010 roku przez wydawnictwo Kilogram Records, należące do Trzaski. Muzyka jest połączeniem kompozycji muzyków z silnie rozbudowanym elementem improwizacji.

## Lista utworów
| 1. | "Goosetalks"                     | 2:36  |
|    |                                  |       |
| 2. | "Ducks Call"                     | 19:35 |
|    |                                  |       |
| 3. | "Two Birds in a Feather"         | 11:33 |
|    |                                  |       |
| 4. | "Storm in the Wasserglass"       | 5:41  |
|    |                                  |       |
| 5. | "Peacock's Nightmare"            | 4:57  |
|    |                                  |       |
| 6. | "The 'Albert Is Missing' Signal" | 7:35  |
|    |                                  |       |
|    |                                  | 51:57 |
|    |                                  |       |

## Zespół
- Peter Brötzmann – saksofon tenorowy, saksofon altowy, tarogato, klarnet
- Mikołaj Trzaska – saksofon altowy, basklarnet, saksofon C-melody
- Johannes Bauer – puzon